# TAI TF Kaan

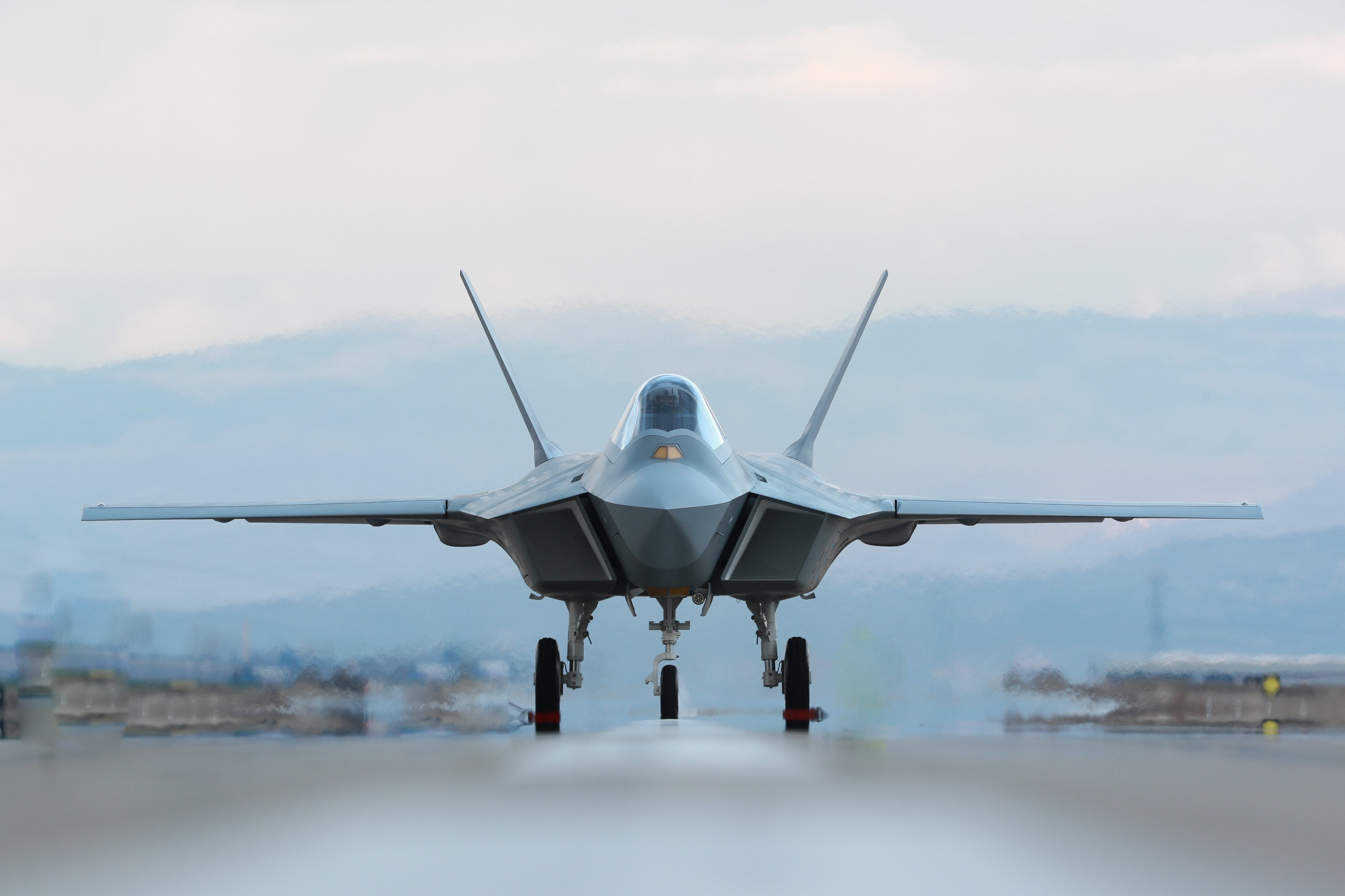
Um modelo do Kaan

TAI Kaan, também chamado de TF (anteriormente conhecido como TF-X), é um caça furtivo bimotor de quinta geração e de superioridade aérea para todas as condições climáticas em desenvolvimento pela Turkish Aerospace Industries (TAI). O jato substituirá a aeronave F-16 Fighting Falcon da Força Aérea Turca e será vendido também para governos estrangeiros. A aeronave é um de muitos projetos militares de alto perfil em curso pelo governo turco.
O protótipo realizou testes de táxi e solo em 16 de março de 2023 e foi lançado cerimonialmente dois dias depois. Seu voo inaugural, inicialmente programado para 27 de dezembro de 2023 (um dia antes do voo inaugural do TAI Anka-3), foi concluído em 21 de fevereiro de 2024.